# The Devil All the Time
The Devil All the Time (bra: O Diabo de Cada Dia; prt: Sempre o Diabo) é um filme de suspense psicológico americano de 2020, dirigido por Antonio Campos, a partir de um roteiro coescrito com seu irmão Paulo Campos, baseado no romance homônimo de Donald Ray Pollock, que também narra o filme. É ambientado após a Segunda Guerra Mundial, na década de 1960, em Ohio; O filme segue uma história não linear de várias pessoas perturbadas sofrendo danos pós-guerra. O elenco inclui Tom Holland, Bill Skarsgård, Riley Keough, Jason Clarke, Sebastian Stan, Haley Bennett, Harry Melling, Eliza Scanlen, Mia Wasikowska e Robert Pattinson, cujas histórias dos personagens se entrelaçam.
The Devil All the Time foi lançado em cinemas selecionados em 11 de setembro de 2020, e na Netflix em 16 de setembro de 2020. O filme recebeu críticas mistas, com críticos elogiando o suspense e as performances, especialmente as de Holland, Skarsgård, Keough e Pattinson, mas criticando a duração, o ritmo e o enredo.

## Premissa
A história se passa no sul de Ohio e da Virgínia Ocidental, na parte rural das cidades. The Devil All the Time narra a histórias de personagens bizarros surgidos nos anos 60, pós Segunda Guerra Mundial. Willard Russell é um veterano atormentado por não conseguir salvar sua bonita esposa, Charlotte, de uma morte agonizante por um câncer. Não importa quanto sangue ele tenha depositado em seu “altar” para salvá-la, ele não consegue.
Carl e Sandy Henderson são marido e mulher, mas também uma dupla de serial killers. Eles percorrem as estradas norte-americanas em busca de modelos para fotografar e exterminar. Roy é um pastor especialista em aranhas que foge da lei ao lado de seu guitarrista aleijado, Theodore. E finalmente, preso no meio disso tudo está Arvin Eugene Russell, o filho órfão de Willard e Charlotte. Ele cresce e busca se tornar um homem bom, mas também violento em sua própria maneira.

## Enredo
Durante a Segunda Guerra Mundial, enquanto servia nas Ilhas Salomão, o fuzileiro naval americano Willard Russell encontra o sargento de artilharia Miller Jones esfolado e crucificado por soldados japoneses. Willard acaba com a agonia de Jones atirando nele atrás da orelha. Após a guerra, a caminho de casa em Coal Creek, Virgínia Ocidental, Willard passa por Meade, Ohio, onde conhece Charlotte, uma garçonete em um restaurante e um fotógrafo chamado Carl Henderson. Willard e Charlotte se casam e se mudam para Knockemstiff, Ohio, onde têm um filho que chamam de Arvin.
Em 1950, Helen Hatton se casa com Roy Laferty. Roy é um pregador evangélico bizarro, embora carismático, que derrama aranhas venenosas sobre sua cabeça enquanto dá sermões para demonstrar sua fé em Deus. Helen e Roy têm uma filha chamada Lenora. Durante um sermão, Roy é mordido por uma aranha em seu rosto e tem uma reação alérgica severa que afeta seu controle da realidade. Ele passa a acreditar que tem a capacidade de ressuscitar os mortos e leva Helen para a floresta. Ele a esfaqueia no pescoço com uma chave de fenda antes de tentar e não conseguir ressuscitá-la. Roy pega carona e é pego por um casal, Carl Henderson e sua esposa Sandy. Carl e Sandy são revelados como assassinos em série que pegam caronas e os encorajam a fazer sexo com Sandy enquanto Carl tira fotos antes de assassiná-los. Roy se recusa a fazer sexo com Sandy, então Carl atira e o mata.
Em 1957, Charlotte é diagnosticada com câncer. Willard acredita que pode influenciar a Deus com oração fervorosa para remover o câncer do corpo de sua esposa. Então ele ora a Deus e sacrifica o cachorro de Arvin, ajoelhado diante de uma cruz rústica que ele ergueu na floresta atrás de sua casa. No entanto, Charlotte morre apesar de seus esforços e Willard comete suicídio cortando sua garganta. Arvin, agora órfão, vai morar com sua avó Emma, onde conhece Lenora, que se torna sua "meia-irmã" adotiva.
Em 1965, Arvin recebe a pistola Luger de seu pai como presente de aniversário. Ele é ferozmente protetor de Lenora, que é intimidada por alguns garotos locais, levando Arvin a atacar e espancar todos eles sem piedade. Lenora se aproxima do novo e narcisista reverendo Preston Teagarden. Preston seduz Lenora e ela fica grávida. Quando ela informa Preston, ele a nega. Não querendo envergonhar sua família, Lenora planeja tirar a própria vida se enforcando. No último segundo, ela decide não se suicidar, mas ao tentar desfazer o laço, ela escorrega do suporte e morre. Após a autópsia, Arvin fica sabendo que ela estava grávida e suspeita que Preston seja o pai. Ele segue Preston e o vê seduzir outra garota menor de idade.
Na igreja, Arvin confronta Preston sobre Lenora e atira, matando-o com a Luger antes de fugir. Arvin decide pegar carona, que acaba sendo pego por Carl e Sandy. Arvin percebe que Carl está carregando uma arma. Quando Carl começa o ritual do par, Arvin atira e mata Carl e Sandy em autodefesa. No porta-luvas do carro, ele encontra uma coleção composta por vários rolos de filme. O irmão de Sandy, o xerife Lee Bodecker, fica sabendo do assassinato de Sandy. Para proteger a si mesmo e sua próxima reeleição, ele vai ao apartamento de Carl e Sandy, onde encontra e destrói a coleção de fotos de Carl.
Arvin viaja para Meade para visitar a casa de sua infância. Lee descobre que Arvin assassinou Preston, o rastreia até Meade e, armado com uma espingarda, confronta Arvin na floresta na cruz rústica de Willard. Um tiroteio começa e Arvin atira em Lee no estômago com a Luger. Antes de Lee morrer, Arvin mostra a Lee a foto de Sandy com o corpo de Roy. Ele deixa a foto e os rolos de filme para que as evidências da matança em série de Carl e Sandy possam ser reveladas.
Arvin pega carona e é pego por um hippie. Enquanto ele viaja no banco do passageiro, Arvin, já exausto, luta para se manter acordado. Ele sonha acordado e contempla seu futuro como possivelmente um marido ou servindo na Guerra do Vietnã.

## Elenco
- Tom Holland como Arvin Eugene Russell, filho de Willard e Charlotte.
  - Michael Banks Repeta como Arvin Russell com 9 anos
- Bill Skarsgård como Willard Russell, pai de Arvin, marido de Charlotte e filho de Emma, atormentado por sua experiência servindo na Segunda Guerra Mundial.
- Robert Pattinson como Reverendo Preston Teagardin, um pregador carismático, mas moralmente corrupto, que estupra e abandona Lenora quando ela fica grávida.
- Sebastian Stan como o Xerife do Condado de Ross, Lee Bodecker, irmão de Sandy, um policial sujo que protege sua irmã e está disposto a fazer qualquer coisa para manter sua posição.
- Riley Keough como Sandy Henderson,[3] esposa de Carl e irmã mais nova de Lee. Ao contrário do marido, ela não gosta de matar e começa a pensar em matá-lo.
- Jason Clarke como Carl Henderson,[3] marido de Sandy, fotógrafo e serial killer que tira fotos de suas vítimas.
- Eliza Scanlen como Lenora Laferty, a "irmã adotiva" de Arvin; ela é filha de Roy e Helen que foi adotada por Emma.
  - Ever Eloise Landrum como Lenora Laferty (jovem)
- Haley Bennett como Charlotte Russell,[3] mãe de Arvin e esposa de Willard.
- Harry Melling como Roy Laferty, o pai de Lenora
- Kristin Griffith como Emma Russell, avó de Arvin, mãe de Willard e mãe adotiva de Lenora.
- David Atkinson como Earskell, tio-avô de Arvin e irmão de Emma.
- Pokey LaFarge como Theodore, primo de Roy que perdeu o uso de suas pernas por beber substâncias venenosas.
- Luke Whoriskey como o Soldado George ‘Mac’ Maccabe, um jovem soldado em estado de choque.
- Douglas Hodge como Leroy Brown, um cafetão que mantém o xerife Bodecker em sua folha de pagamento. O xerife mata ele e seu guarda-costas para proteger suas chances de reeleição.
- Drew Starkey como Tommy Matson, um dos valentões de Lenora.
- Teddy Cole como o Hippie
- Mia Wasikowska: Helen Hatton
- Sebastian Stan: Lee Bodecker
- Douglas Hodge: Tater Brown
- Gregory Kelly: BoBo McDaniels
- Abby Glover: Pamela-Sue Reacher
- Jason Collett: Gary Matthew Bryson
- David Maldonado: Henry Dunlop
- Emma Coulter: Juanita
- Gabriel Ebert

## Produção
A produção de The Devil All the Time foi anunciada em setembro de 2018, com Tom Holland, Robert Pattinson, Chris Evans e Mia Wasikowska em negociações para estrelar. Antonio Campos foi escalado para escrever e dirigir o filme, com Jake Gyllenhaal como produtor. Em janeiro de 2019, Bill Skarsgård e Eliza Scanlen se juntaram ao elenco, e a Netflix foi escolhida para distribuir o filme. Sebastian Stan foi escalado para substituir Evans, após conflitos de agendamento que o fizeram desistir e pessoalmente recomendou Stan para o papel. Além disso, Jason Clarke, Riley Keough e Haley Bennett foram anunciados como parte do elenco, e em março de 2019, Harry Melling também se juntou. Danny Bensi e Saunder Jurriaans compuseram a trilha sonora do filme.
As filmagens começaram em 19 de fevereiro de 2019, no Alabama, com locais de filmagem incluindo Blount County, Anniston, Deatsville, Pell City, Birmingham e Montevallo. As filmagens foram concluídas em 15 de abril de 2019.

## Lançamento
The Devil All the Time foi lançado em cinemas selecionados em 11 de setembro de 2020, e digitalmente, na Netflix, em 16 de setembro de 2020.
O filme foi o mais assistido na Netflix nos primeiros dois dias e o terceiro no geral nos primeiros cinco dias. Em novembro de 2020, a Variety relatou que o filme foi o 22º título direto para streaming mais assistido de 2020 até aquele momento.

## Recepção
No Rotten Tomatoes, The Devil All the Time detém uma taxa de aprovação de 64% com base em 211 avaliações, com uma classificação média de 6,3/10. O consenso dos críticos do site diz: "A queda nas trevas em The Devil All the Time chega a ser um castigo, mas é compensada pelo forte trabalho de seu elenco estelar." No Metacritic, o filme tem uma pontuação média ponderada de 55 de 100, com base em 39 críticos, indicando "críticas mistas ou médias".
Michael Phillips, do Chicago Tribune, escreveu: "É fácil para os olhos... vale a pena ver por causa do elenco intrigante, autenticando o ambiente o máximo possível. Holland é incrível, absorvendo cada novo revés na vida [de seu personagem] sem revelar toda a extensão dos danos."

Ryan Lattanzio da IndieWire deu à The Devil All the Time um "C–" e chamou de "falha colossal, uma bagunça suada do início ao fim", embora ele elogiasse as performances de Holland e Pattinson. Owen Gleiberman da Variety disse que "é difícil imaginar como um filme com tantos crimes e violência sórdidos poderia ser tão mecânico" e escreveu "The Devil All the Time nos mostra muito mau comportamento, mas o filme não está realmente interessado no que move os pecadores. E sem aquela curiosidade lúgubre, é apenas uma série de aulas da Escola Dominical: um noir que quer limpar a escuridão."